# Verwaltungsgemeinschaft Schondorf am Ammersee
Die Verwaltungsgemeinschaft Schondorf am Ammersee (bis zum 31. März 2009 amtlich: Schondorf a.Ammersee) im oberbayerischen Landkreis Landsberg am Lech entstand am 1. Mai 1978 durch Rechtsverordnung der Regierung von Oberbayern.
Mitglieder sind die Gemeinden
1. Eching am Ammersee, 1700 Einwohner, 6,24 km²
2. Greifenberg, 2250 Einwohner, 8,20 km²
3. Schondorf am Ammersee, 4137 Einwohner, 6,59 km²

Sitz der Verwaltungsgemeinschaft ist Schondorf am Ammersee.